# Oh Ji-eun
Oh Ji-eun (오지은?, 知恩?, O Ji-eunLR, O ChiŭnMR; Seul, 30 dicembre 1981) è un'attrice sudcoreana.
Ha studiato da regista, inviando un cortometraggio da lei realizzato al Mise-en-scène Short Film Festival che è stato però scartato dalla selezione; ha invece vinto un premio per aver recitato nell'opera di un altro studente, il che ha avviato la sua carriera di attrice. Ha debuttato nel 2003, facendosi notare nel 2009 con la serie TV Susanghan samyeonje, per cui è stata riconosciuta come miglior esordiente ai KBS Drama Award. È nota per le sue interpretazioni al cinema in Meotjin haru (2008) e Bulsinji-ok (2009), e in televisione in Us-eora Donghae-ya (2010), Drama-ui je-wang (2012-2013) e So-won-eul malhaebwa (2014-2015).

## Filmografia

### Cinema
- Nae saeng-ae choe-ag-ui namja (내 생애 최악의 남자?), regia di Son Hyun-hee (2007)
- Meotjin haru (멋진 하루?), regia di Lee Yoon-ki (2008)
- Gogo70 (고고70?), regia di Choi Ho (2008)
- Jangnyesig-ui member (장례식의 멤버?), regia di Baek Seung-bin (2009)
- Bulsinji-ok (불신지옥?), regia di Lee Yong-joo (2009)
- Siseon 1318 (시선 1318?), regia di Kim Yae-yong, Lee Hyun-seung, Jeon Gye-su, Bang Eun-jin e Yoon Sung-ho (2009)
- Pyeonghaeng iron (평행 이론?), regia di Kwon Ho-young (2010)

### Televisione
- Bullyang gajok (불량가족?) – serie TV (2006) – cameo
- Yi San (이산?) – serie TV (2007-2008)
- Mi-wodo dasi han beon 2009 (미워도 다시 한 번 2009?) – serie TV (2009)
- Susanghan samhyeongje (수상한 삼형제?) – serie TV (2009)
- Us-eora Donghae-ya (웃어라 동해야?) – serial TV (2010-2011)
- Gwanggaeto tae-wang (광개토태왕?) – serie TV (2011-2012)
- Cheongdam-dong sar-a-yo (청담동 살아요?) – serie TV (2011-2012)
- Drama-ui je-wang (드라마의 제왕?) – serie TV (2012-2013)
- Gwisinboneun hyeongsa, Cheo Yong (귀신보는 형사, 처용?) – serie TV (2015)
- So-won-eul malhaebwa (소원을 말해봐?) – serial TV (2014)
- Bur-eora Mipung-a (불어라 미풍아?) – serie TV (2016-2017)
- Ireum eomneun yeoja (이름 없는 여자?) – serial TV (2017)
- Hwanggeum jeong-won (황금정원?) – serie TV (2019)